# Panienka z poste restante
Panienka z poste restante – polski film komediowy z 1935 roku, w reżyserii Michała Waszyńskiego. Sceny plenerowe filmu nakręcono w Jugosławii.

## Treść
Skromna urzędniczka pocztowa Marysia Kochańska na skutek zniekształcenia depeszy wyjeżdża do Wiednia jako sekretarka przemysłowca Olszewicza, który ma się spotkać w Jugosławii z przemysłowcem amerykańskim Smithem w sprawie podpisania umowy handlowej.

## Obsada
- Alma Kar – Marysia Kochańska
- Aleksander Żabczyński – przemysłowiec Olszewicz
- Michał Znicz – przemysłowiec Smith
- Mieczysława Ćwiklińska – żona Smitha
- Władysław Walter – Dobrzyński
- Romuald Gierasieński – kontroler firmy
- Bazyli Sikiewicz – Ingersol, sekretarz Smitha
- Stefan Gucki – Jean Krawczuk, kucharz ojca Olszewicza
- Fryderyk Jarosy – sprzedawca w sklepie w Wiedniu